# Černohorské knížectví
Černohorské knížectví (cyrilicí: Књажевина Црнa Горa) bylo knížectví v Jihovýchodní Evropě, které vzniklo 13. března 1852 a zaniklo jeho povýšením na Černohorské království, 28. srpna 1910. Rozkládalo se na části území moderní Černohorské republiky.
Hlavním městem státu bylo Cetinje, od roku 1906 se začala používat měna perper. Oficiální státní zřízení bylo konstituční monarchie, fakticky se však jednalo o absolutní monarchii.

## Historie
Ke vzniku Černohorského knížectví došlo 13. března 1852, když se tehdejší černohorský vládce, vladyka Danilo II. Petrović-Njegoš (po vyhlášení knížectví Danilo I.), rozhodl odhodit své náboženské postavení a oženit se, což po staletích teokratické vlády přeměnilo Černou Horu ve světské knížectví.
Po atentátu na Danila I. dne 13. srpna 1860 se stal vládcem knížectví jeho synovec Nikola I., syn Danilova bratra Mirka.
Dne 28. srpna 1910 bylo v Cetinje vyhlášeno Černohorské království, na trůn usedl Nikola I. Petrović-Njegoš se svou manželkou, královnou Milenou Černohorskou.

### Bitva u Grahava
Velkovévoda Mirko Petrović-Njegoš, starší bratr Danila I. a otec Nikoly I., stál v čele silného vojska 7500 Černohorců proti vojsku Osmanské říše, které mělo mezi 7000–13 000 muži, a 1. května 1858 s ním v bitvě u Grahava zvítězil. Toto velké vítězství proslavilo Černou Horu po celé Evropě a významně posílilo vojenskou a diplomatickou pověst Černé Hory. Bylo také literárně zpodobněno v nejrůznější jihoslovanské literatuře a písních, zvláště u Srbů žijících na území tehdy rakouské Vojvodiny. Vítězství přimělo velmoci úředně stanovit hranice mezi Černou Horou a Osmanskou říší, a tím i uznat černohorskou nezávislost. Zároveň došlo k rozšíření Černé Hory na úkor Osmanské říše.

## Vláda a politika

### Ústava z roku 1855
Jako inspiraci pro vytvoření ústavy známé jako Zákoník Danila I. (Zakonik Danila Prvog), použil Danilo I. roku 1855 zákon Petra I. Danilův kodex byl založen na tradici Černé Hory a je považován za první národní ústavu v dějinách Černé Hory. Rovněž zavedl zákony na ochranu soukromí a zákazů konfliktů na rakouském pobřeží (v Boce Kotorské). Mimo jiné obsahoval následující ustanovení: Přestože zde neexistuje jiná národnost než srbská a jiné náboženství než východní pravoslaví, může zde každý cizinec a příslušník jakéhokoliv vyznání žít a požívá stejných práv jako Černohorci.
Další ústava byla vydána v roce 1905.